# البطولات الوطنية الأمريكية 1927 (كرة مضرب)
قائمة بالأبطال في 1927 البطولات الوطنية الأمريكية لكرة المضرب (المعروفة الآن باسم أمريكا المفتوحة):

## الكبار

### فردي رجال
رينيه لاكوست هزم  بيل تيلدن 11-9 6-3 11-9

### فردي سيدات
هيلين ويلز مودي هزم  بيتي نتهال شوميكر 6-1, 6-4